# Helmstedt (distrito)
Helmstedt é um distrito (Kreis ou Landkreis) da Alemanha localizado no estado de Baixa Saxônia.

## Cidades e municípios
| Cidades                                                                                       | Samtgemeinden | Samtgemeinden |
| --------------------------------------------------------------------------------------------- | --- | --- |
| 1. Helmstedt 2. Königslutter am Elm 3. Schöningen Municípios (livres) 1. Büddenstedt 2. Lehre | - 1. Grasleben 1. Grasleben¹ 2. Mariental 3. Querenhorst 4. Rennau - 2. Heeseberg 1. Beierstedt 2. Gevensleben 3. Ingeleben 4. Jerxheim¹ 5. Söllingen 6. Twieflingen | - 3. Nord-Elm 1. Frellstedt 2. Räbke 3. Süpplingen¹ 4. Süpplingenburg 5. Warberg 6. Wolsdorf - 4. Velpke 1. Bahrdorf 2. Danndorf 3. Grafhorst 4. Groß Twülpstedt 5. Velpke¹ |
|                                                                                               | ¹sede do Samtgemeinde | |